# Ich elender Mensch, wer wird mich erlösen, BWV 48
 Ich elender Mensch, wer wird mich erlösen, BWV 48
(Ai de mi, Home desgraciat), és una cantata religiosa de Johann Sebastian Bach per al dinovè diumenge després de la Trinitat, estrenada a Leipzig, el 3 d'octubre de 1723.

## Origen i context
D'autor anònim, aprofita textos de fonts diferents, com un versicle de la Carta als Romans de Sant Pau (7,24) per al número inicial, la tercera estrofa de l'himne Ach Gott und Herr de Martin Rutilius (1604) per al número 3, i la dotzena estrofa de Herr, Jesu Christ, ich schrei zu dir (Freiberg, 1620), per al coral final. L'evangeli del diumenge Mateu (9, 1-8), parla de la curació d'un paralític. El fet de la malaltia i la postració que comporta, l'aprofita l'autor per reflexionar sobre la condició humana, plena de misèries, i, de fet, l'obra gira al voltant de la condició pecadora de l'ésser humà i del seu únic consol en Crist. Per a aquest diumenge es conserven, a més, la BWV 5 i la BWV 56.

## Anàlisi
Obra escrita per a contralt, tenor i cor; trompeta, dos oboès, corda i baix continu. Consta de set números.
1. Cor: Ich elender Mensch, wer wird mich erlösen (Ai de mi, Home desgraciat)
2. Recitatiu (contralt): O Schmerz, o Elend, so mich trifft (Oh patiment, oh misèria que m'atrapen)
3. Coral: Solls ja so sein (Puix que ha estat escrit)
4. Ària (contralt): Ach, lege das Sodom der sündlichen Glieder (Extermina doncs la Sodoma d'habitants pecadors)
5. Recitatiu (tenor): Hier aber tut des Heilands Hand (Però aquí baix, la mà del nostre Salvador)
6. Ària (tenor): Vergibt mir Jesus meine Sünden  (Si Jesús perdona els meus pecats)
7. Coral:  Herr Jesu Christ, einiger Trost (Senyor Jesucrist, el meu únic consol)

L'obra comença amb un cor impressionant ple de dramatisme i d'expressivitat, amb un tema carregat de dolor que desenvolupen els violins amb un acompanyament senzill de la corda i el continu. Sobre el cant angoixant del cor se sent la trompeta i els dos oboès a l'uníson tocant la melodia del coral Herr Jesu Christ, du höchstes Gut. El contralt i el tenor interpreten la parella habitual de recitatiu i ària, cadascuna vinculada a un coral. En el coral número 3, situat entre el recitatiu i l'ària de contralt, amb la melodia de Ach Gott und Herr, hi destaca l'harmonització sobre l'última paraula bussen (fer penitència); l'ària següent és un duo de l'oboè i el contralt, suportat pel continu amb una sèrie de corxeres amb un aire de minuet. El tenor s'encarrega dels números següents, recitatiu i ària, sense gaires aspectes a destacar. El coral final, amb les veus doblades pels instruments equivalents (trompeta, oboè i primer violí amb el soprano), entona la mateixa melodia que cantava la trompeta i els oboès en el número inicial. Té una durada aproximada d'un quart d'hora.

## Discografia seleccionada
- J.S. Bach: Das Kantatenwerk. Sacred Cantatas Vol. 3. Nikolaus Harnoncourt, Wiener Sänngerknaben & Chorus Viennensis, Hans Gillesberger (director del cor), Concentus Musicus Wien, Paul Esswood, Kurt Equiluz. (Teldec), 1994.
- J.S. Bach: The complete live recordings from the Bach Cantata Pilgrimage. CD 46: Erlöserkirche, Potsdam; 29 d'octubre de 2000. John Eliot Gardiner, Monteverdi Choir, English Baroque Soloists, William Towers, James Gilchrist. (Soli Deo Gloria), 2013.
- J.S. Bach: Complete Cantatas Vol. 9. Ton Koopman, Amsterdam Baroque Orchestra & Choir, Bernhard Landauer, Christoph Prégardien. (Challenge Classics), 2005.
- J.S. Bach: Cantatas Vol. 14. Masaaki Suzuki, Bach Collegium Japan, Robin Blaze, Gerd Türk. (BIS), 2001.
- J.S. Bach: Church Cantatas Vol. 16. Helmuth Rilling, Gächinger Kantorei, Bach-Collegium Stuttgart. Marga Hoeffgen, Aldo Baldin. (Hänssler), 1999.